# Gastrimargus
Gastrimargus Saussure, 1884 è un genere di insetti ortotteri della famiglia Acrididae.

## Tassonomia
Il genere comprende le seguenti specie:
- Gastrimargus acutangulus (Stål, 1873)
- Gastrimargus africanus (Saussure, 1888)
- Gastrimargus angolensis Sjöstedt, 1928
- Gastrimargus crassicollis (Saussure, 1888)
- Gastrimargus determinatus (Walker, 1871)
- Gastrimargus drakensbergensis Ritchie, 1982
- Gastrimargus hyla Sjöstedt, 1928
- Gastrimargus immaculatus (Chopard, 1957)
- Gastrimargus insolens Ritchie, 1982
- Gastrimargus lombokensis Sjöstedt, 1928
- Gastrimargus marmoratus (Thunberg, 1815)
- Gastrimargus miombo Ritchie, 1982
- Gastrimargus mirabilis Uvarov, 1923
- Gastrimargus musicus (Fabricius, 1775)
- Gastrimargus nubilus Uvarov, 1925
- Gastrimargus obscurus Ritchie, 1982
- Gastrimargus ochraceus Sjöstedt, 1928
- Gastrimargus ommatidius Huang, 1981
- Gastrimargus rothschildi Bolívar, 1922
- Gastrimargus subfasciatus (Haan, 1842)
- Gastrimargus verticalis (Saussure, 1884)
- Gastrimargus wahlbergii (Stål, 1873)
- Gastrimargus willemsei Ritchie, 1982